# NGC 7034
NGC 7034 је елиптична галаксија у сазвежђу Пегаз која се налази на NGC листи објеката дубоког неба.
Деклинација објекта је + 15° 9' 4" а ректасцензија 21h 9m 38,1s. Привидна величина (магнитуда) објекта NGC 7034 износи 14,0 а фотографска магнитуда 15,0. NGC 7034 је још познат и под ознакама UGC 11687, MCG 2-54-3, CGCG 426-7, KCPG 554B, NPM1G +14.0508, PGC 66227.